# Parmer County
Parmer County är ett administrativt område i delstaten Texas, USA. År 2010 hade Parmer County 10 269 invånare. Den administrativa huvudorten (county seat) är Farwell.

## Geografi
Enligt United States Census Bureau har countyt en total area på 2 292 km². 2 284 km² av den arean är land och 8 km² är vatten.  

### Angränsande countyn
- Deaf Smith County - norr
- Castro County - öster
- Lamb County - sydost
- Bailey County - söder
- Curry County, New Mexico - väster